# Magnus Lindgren

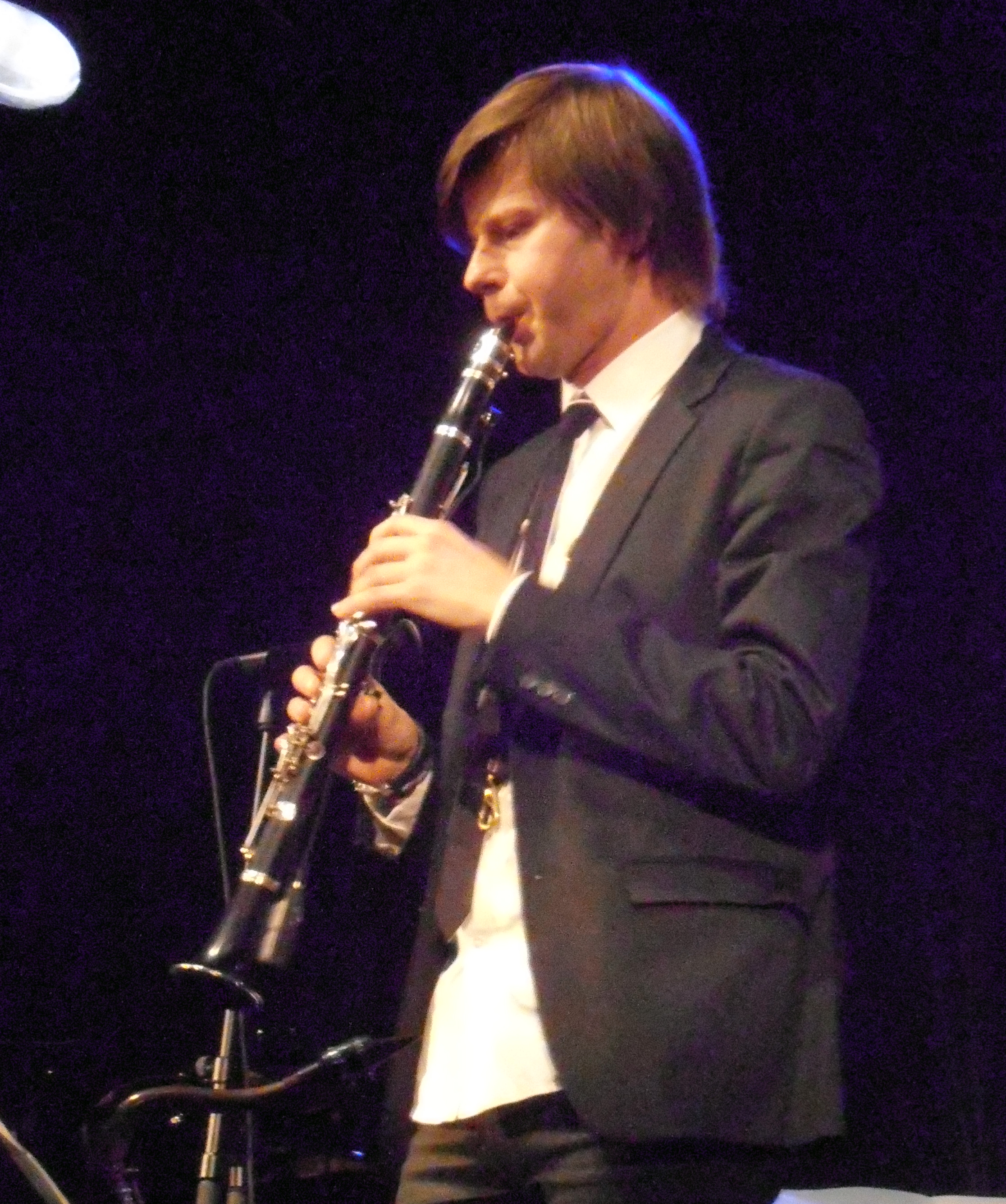
Magnus Lindgren in Innsbruck, 2012

Magnus Lindgren (* 1974 in Västerås) ist ein schwedischer Jazz-Saxophonist, Flötist, Komponist und Arrangeur.

## Leben und Wirken
Lindgren begann mit 13 Jahren Saxophon zu lernen und besuchte das Musik-Gymnasium in seinem Heimatort und die Königliche Musikakademie in Stockholm. 1992 tourte er mit dem Peter Johannesson Quintett und Herbie Hancock. 1999 wurde sein Debütalbum Way Out für den schwedischen Grammy nominiert. Den Grammy gewann er 2001 für das Bigband-Album Paradise Open (mit der Swedish Radio Jazz Group), das auch die Gyllene Skivan des Orkesterjounals erhielt. Er tourt viel in Europa mit seinem seit 1997 bestehenden Quartett (mit Pianist Mathias Algotsson, Bassist Fredrik Jonsson und dem Schlagzeuger Jonas Holgersson), mit dem er auch auf dem Montreux Jazz Festival spielte (teilweise als Begleiter für die Opernsängerin Barbara Hendricks). 2003 erschien sein Album The Game. Er spielte auch mit Jonas Kullhammar, James Ingram, Jim McNeely, Jojje Wadenius, Koop, Nils Landgren’s Funk Unit, Bob Mintzer, Steve Slagle, Blacknuss und Lisa Ekdahl. Daneben arbeitete er auch als Komponist, beispielsweise für die Nobelpreis-Verleihung 2003 und in Zusammenarbeit mit Symphonieorchestern wie dem Opernorchester Malmö (Music for Neighbours, aufgeführt 2004 in Stockholm). Mit Lina Nyberg spielte er das Bigband-Album Brasil Big Bom (2007) ein. Mit der SWR Big Band und John Beasley hat er sich auf Bird Lives (2021) dem Werk von Charlie Parker angenommen; das Album erhielt insgesamt drei Nominierungen für die Grammy Awards 2023 („bestes improvisiertes Jazz-Solo“, „bestes großes Jazz-Ensemble-Album“ und „bestes Arrangement, Instrumental oder A Cappella“).
Lindgren machte sich auch einen Namen als Spezialist für Jazz-Klassik-Crossover-Projekte, etwa Sketches of Miles mit Theo Croker und den Berliner Philharmonikern. Neben Saxophon spielt er auch andere Holzblasinstrumente (Flöte, Klarinette, Bass-Klarinette).

## Preise und Auszeichnungen
2001 wurde er in Schweden zum besten Jazzmusiker des Jahres gewählt. 2006 erhielt er den Django d’Or (Schweden) als Contemporary Star of Jazz. 2018 wurde er mit dem Lars-Gullin-Preis ausgezeichnet.

## Diskographische Hinweise
- SWR Big Band / Magnus Lindgren / John Beasley  Bird Lives (ACT 2021)
- Magnus Lindgren / Georg Breinschmid Jazz at Berlin Philharmonic XIII: Celebrating Mingus 100 (ACT 2022, mit Matthias Schriefl, Shannon Barnett, Jakob Manz, Tony Lakatos, Danny Grissett, Gregory Hutchinson sowie Camille Bertault)